# 贝利萨
贝利萨，是西班牙卡斯蒂利亚-莱昂巴利亚多利德省的一个市镇。总面积23平方公里，总人口169人（2001年），人口密度7人/平方公里。